# Hypocrella duplex
Hypocrella duplex är en svampart som först beskrevs av Miles Joseph Berkeley, och fick sitt nu gällande namn av Petch 1921. Hypocrella duplex ingår i släktet Hypocrella och familjen Clavicipitaceae.   Inga underarter finns listade i Catalogue of Life.